# Максимовка (Белгородская область)
Макси́мовка — село в Шебекинском районе Белгородской области, административный центр Максимовского сельского поселения.

## География
Село Максимовка находится на левом берегу реки Нежеголек, в 5 километрах от его впадения в Нежеголь. Ниже по течению находятся сёла Червона Дибровка и Большетроицкое, выше по течению — хутора Крепацкий и Шемраевка.
Через село проходит автотрасса Шебекино—Волоконовка. Также из Максимовки идут асфальтированные дороги в Мешковое и Шемраевку.

## История
Село было основано в начале 1700-х годов как хутор Маклаков (Максимов). В 1720 году переименовано в хутор Максимовка. С 1740 года населённый пункт входил в Новооскольский уезд Курской губернии.
В конце XIX века крупнейшей помещицей Максимовки была Добрыниха. Когда в 1905 году она призвала казаков для охраны своей усадьбы, у казаков произошли стычки с местными крестьянами, после чего помещица решила распродать свои земли. В 1910 году часть земель в Максимовке вместе с винокуренным заводом приобрёл помещик Дыхов, позже он перепродал земли помещику Квакову.
К 1917 году в Максимовке насчитывалось около 300 дворов, население составляло около 2000 человек.
После революции многие крестьяне уехали из Максимовка на работу в города.
В марте 1927 года в селе была создана сельскохозяйственная артель им. Дзержинского. В 1929 году был организован колхоз «Победа», в 1930 — колхоз «Ответ вредителям». К началу 1931 два колхоза объединились в один, названный «Комсомолец».
В 1930-е годы некоторые жители Максимовки были раскулачены. Многие максимовцы погибли в голод 1933—1934 годов.
Начальная школа открылась в Максимовке в 1919 году, а в 1932 году было начато строительство нового здания семилетней школы. Для строительства привозили дерево из соседних сёл, а также разбирали избы раскулаченных крестьян.
В первые дни Великой Отечественной войны многие жители села ушли на фронт. Из 836 ушедших с фронта вернулись 550 человек.
В 1942 году Максимовка была оккупирована. Немецкую власть в селе представляли староста Демьян Анисимович Коржов и полицай Пётр Павлович Леонов.
Максимовка была освобождена советскими войсками в 1943 году.
В 1946 году засуха привела к ещё одному голоду.
В конце 1940-х годов в Максимовке работали фельдшерско-акушерский пункт, школа и изба-читальня.
В 1950 колхозы были укрупнены, и «Комсомолец» вошёл в состав колхоза им. Андреева. В 1955 году, после следующего укрупнения, Максимовка вошла в состав колхоза «Россия». В 1964 колхоз был переименован в «Рассвет».
В 1960-е годы в селе были построены новое здание медпункта (1963), памятник «Солдату-освободителю» (1966), дом культуры на 420 зрительских мест (1968), зерносклад, свинарники, 14 двухквартирных и 5 четырёхквартирных домов, вырыт пруд. В 1970-е годы построены здание правления колхоза, склад семенного материала и тёплый гараж для легковых автомобилей. В 1977 году вступило в строй двухэтажное здание школы на 320 мест. В 1980-е годы были построены детский сад на 90 мест (1986), баня (1987), мастерская по ремонту комбайнов, химический склад, маслобойка, два сенохранилища.
В феврале 1992 года колхоз «Рассвет» был преобразован в акционерное общество закрытого типа, а вся земля разделена на паи. В 1993 году в селе началась газификация жилья.

## Население
| 2002 | 2010 |
| ---- | ---- |
| 845  | ↗850 |

## Объекты социальной сферы
- Общеобразовательная средняя школа
- Детский сад
- Фельдшерско-акушерский пункт
- Дом культуры
- Библиотека[5]